# Pokój
Pokój (in tedesco Carlsruhe) è un comune rurale polacco del distretto di Namysłów, nel voivodato di Opole.
Ricopre una superficie di 132,97 km² e nel 2004 contava 5 584 abitanti.